# Federico Cortonesi
Federico Cortonesi (ur. 16 sierpnia 1916 w Grosseto w regionie Toskania, zm. 23 lutego 1947) – włoski bokser, medalista mistrzostw Europy.
Uczestnicząc w Mistrzostwach Europy Mediolanie 1937 roku, wywalczył srebrny medal w kategorii piórkowej.